# The Reincarnationist Papers
The Reincarnationist Papers  este un roman de  D. Eric Maikranz care a fost publicat prima dată în 2009 de Parallax Publishing (și din 2021 de Blackstone Publishing). A fost adaptat ca un film SF de acțiune, Infinit, cu actorii Mark Wahlberg și Chiwetel Ejiofor, în regia lui Antoine Fuqua.

## Rezumat
Evan Michaels este un tânăr cu probleme care se luptă cu amintiri din alte două vieți. El crede că este singurul om din lume împovărat cu amintirile complete ale altor oameni ceea ce duce aproape la autodistrugerea lui, totul până când întâlnește o femeie misterioasă pe nume Poppy. Ea înțelege lupta sa interioară pentru că este exact ca el, doar că își amintește șapte vieți. Poppy îi schimbă pentru totdeauna lumea lui Evan când ea îl invită într-o societate secretă veche de secole, formată din alți 28 de oameni care sunt la fel ca ei și Evan își dă seama că nu este singur. Reincarnationists, cunoscuți în mod colectiv sub numele de Cognomina, își amintesc toate viețile și experiențele lor anterioare și se găsesc unul pe altul din nou și din nou în fiecare nouă reîncarnare. Dar pentru a deveni parte a acestui grup secret, Evan trebuie mai întâi să demonstreze că este cu adevărat unul dintre ei.

## Personaje
- Evan Michaels – piroman
- Bobby Lynn Murray – un băiat american
- Vasili Blagavich Arda – soldat bulgar
- Poppy – artist de sticlă
- Samas – colecționar de artă
- Diltz – Îngrijitor al hotelului St. Germain
- Chance – Jucător de noroc profesionist
- Clovis – Paznicul farului
- Ramsay – Soldat profesionist
- Henry – Barman (prietenul lui Evan)
- Reginald – prizonier englez